# Campo di concentramento di Feldbach

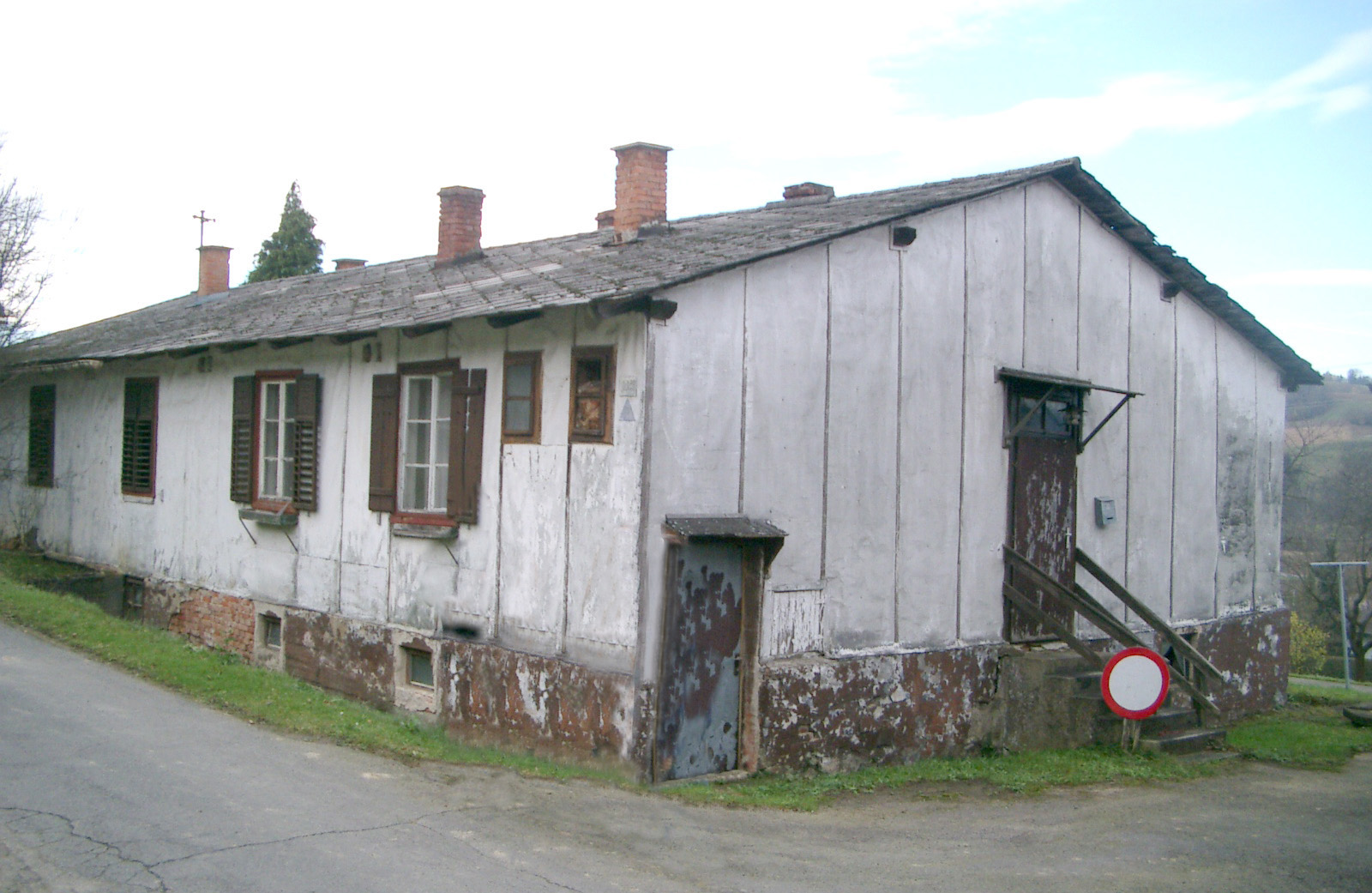
Baracca del campo di lavoro di Mühldorf, distaccamento esterno del campo di Feldbach

Il campo di concentramento di Feldbach era un campo situato nel territorio compreso tra Feldbach e Mühldorf, in Austria, attivo durante la prima guerra mondiale. Costruito nel 1915, venne in seguito riconvertito in un ospedale militare.

## Il progetto
Nel settembre del 1914 dal comando militare austro-ungarico di Graz venne dato ordine di individuare un territorio tra i comuni di Feldbach, Fürstenfeld, Leibnitz e Knittelfeld in cui costruire un campo di prigionia. Il 12 dicembre 1914 il sindaco di Feldbach fu informato che il suo comune era quello selezionato. La decisione finale fu presa il 14 dicembre da una commissione, che individuò un'area ad est del paese. Il 23 dicembre il sindaco presentò al consiglio locale il progetto del campo, che venne accolto positivamente dai membri della comunità per via delle possibili entrate aggiuntive, sebbene si temesse per la diffusione di malattie infettive. Lo stesso giorno il direttore del sito, il capitano Felix Schmidt, giunse a Feldbach con il suo staff per iniziare i preparativi per la costruzione.

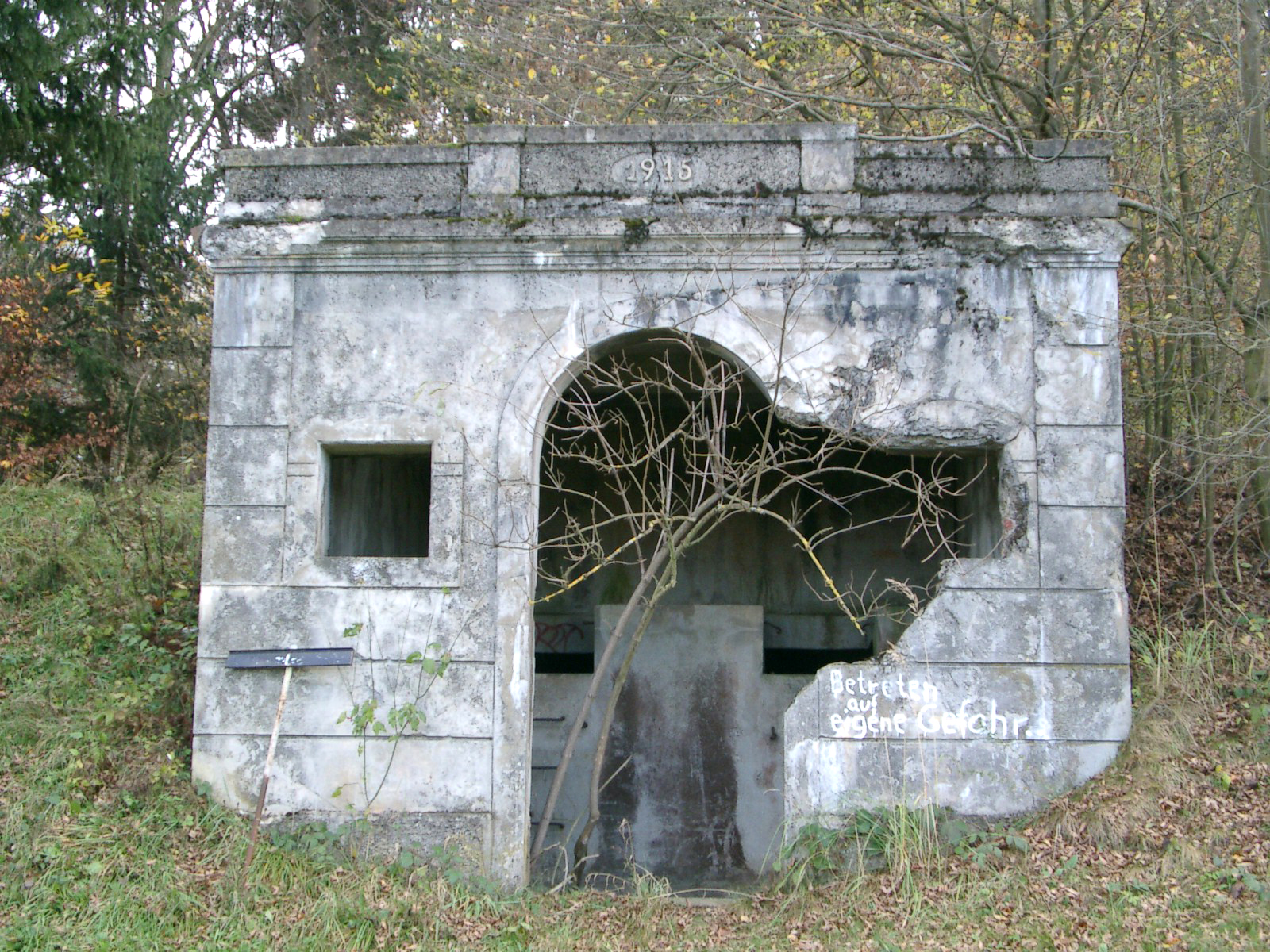
Campo di lavoro sul monte Steinberg

## Campo di prigionia
Il 28 dicembre arrivarono i primi prigionieri russi insieme alle guardie. Nella primavera del 1915 il campo ospitava circa 35.000 persone tra prigionieri e guardie. Il picco si raggiunse nei mesi di maggio e giugno, quando il numero di persone (inclusi non solo i detenuti all'interno del campo, ma anche quelli costretti a lavorare nelle aziende limitrofe, le guardie e il personale amministrativo) era compreso tra le 45 e le 50.000.
L'entrata in guerra dell'Italia al fianco degli alleati cambiò completamente la situazione. Nessuno sapeva come sarebbe potuta evolvere la situazione e il dipartimento di guerra per motivi di sicurezza non temeva che l'eccessiva vicinanza del campo al fronte dell'Isonzo avrebbe potuto favorire le possibilità di successo dei tentativi di fuga dei prigionieri. Per questo motivo fu deciso di liberare il campo di concentramento di Feldbach e di trasferire tutti i prigionieri in quello di Ostffyasszonyfa, in territorio ungherese.

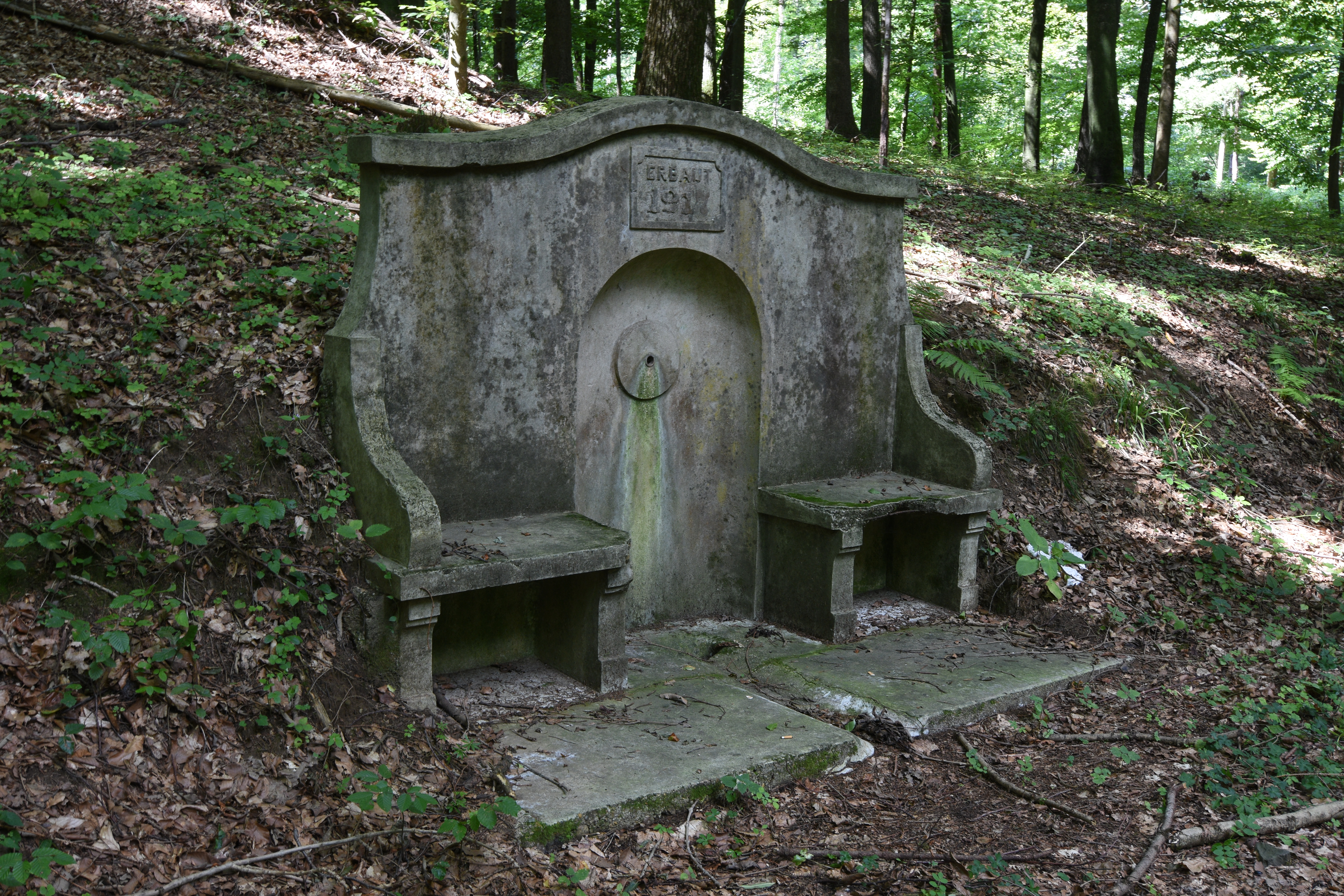
Fontana del campo di lavoro sul monte Steinberg (distaccamento di Mühldorf)

## Ospedale militare
Alla fine di luglio del 1915 venne dato l'ordine di trasformare il campo di prigionia in un ospedale militare con una capacità di 5.000 feriti. All'interno dell'ospedale c'era un dipartimento specializzato in chirurgia, comprensivo di due sale operatorie, una clinica oculistica e un'unità radiografica. Le strutture e le apparecchiature erano moderne e all'avanguardia. I feriti ricoverati all'interno dell'ospedale provenivano prevalentemente dal fronte dell'Isonzo.

## Laboratorio e infrastrutture
Il campo comprendeva anche un laboratorio di produzione, che venne ampliato nell'aprile del 1915. Per raggiungere il livello massimo di produttività possibile, circa 7.800 prigionieri di guerra vi erano impiegati lavorando a turni.

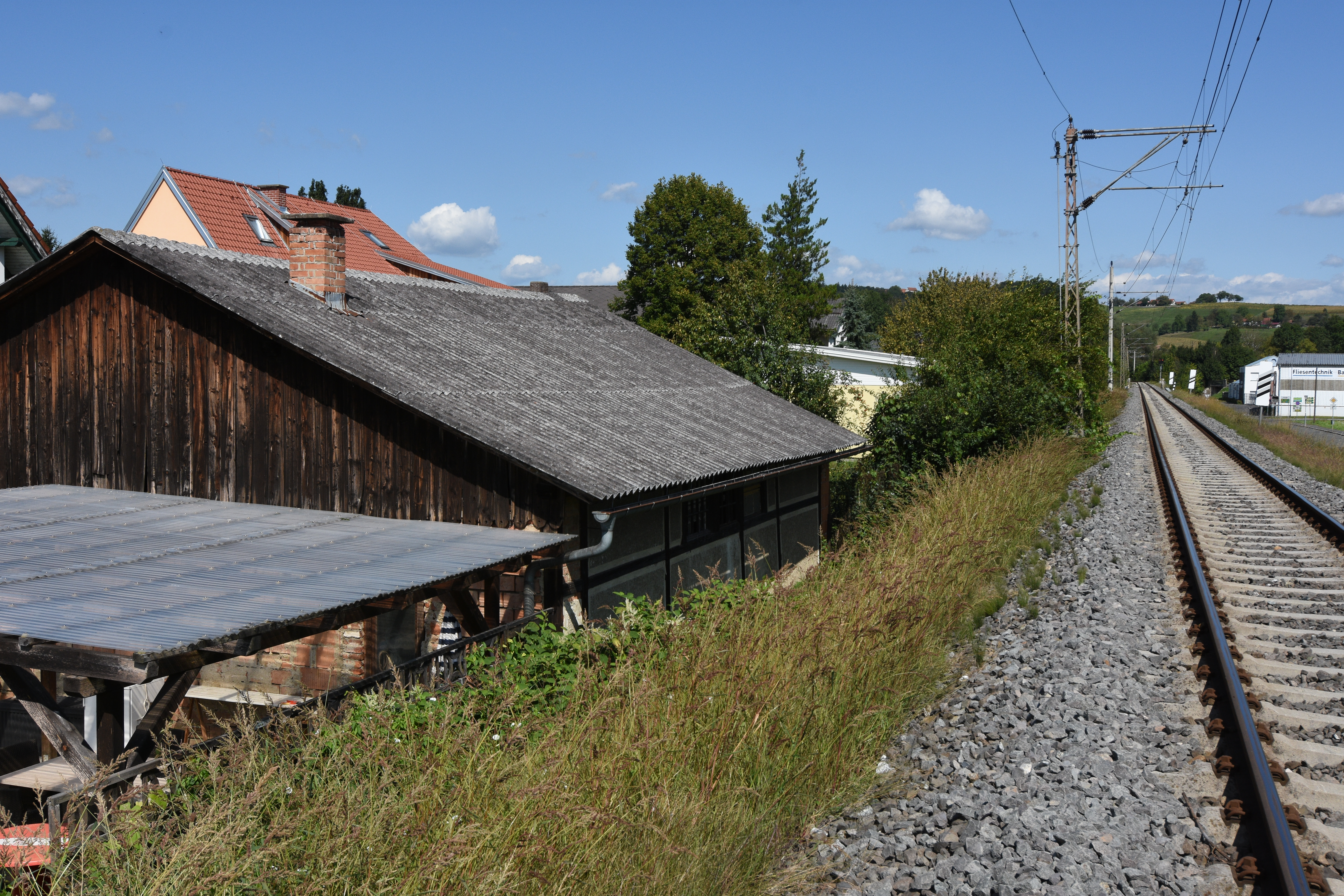
Capannoni in prossimità della linea ferroviaria

Poiché, a causa del poco tempo a disposizione per la preparazione del campo, la costruzione delle linee di collegamento era stata trascurata, emerse la necessità di apportare miglioramenti. A tal fine, gruppi di lavoro vennero mandati a lavorare nelle cave di Mühldorf e Weißenbach, situate sul monte Steinberg. Proprio a Mühldorf venne costruito un distaccamento esterno del campo.
Per facilitare il trasporto dei materiali e delle persone dalle cave del monte Steinberg al campo, tra il 1916 e il 1917 fu costruito un collegamento ferroviario, di cui sono tuttora visibili i ponti, mentre i binari sono stati rimossi. Ancora presente è invece il raccordo ferroviario di Feldbach, come testimoniano due ponti situati nell'area urbana e alcuni capannoni in prossimità dei binari.

## Dopo la guerra

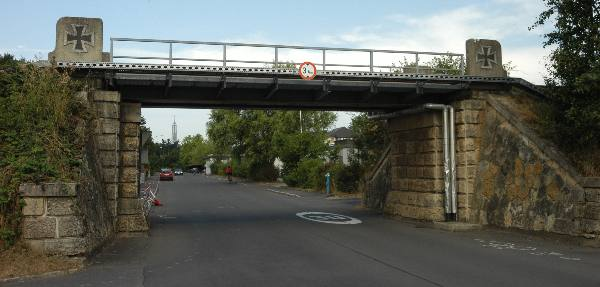
Ponte ferroviario con croci di ferro

Con la fine della guerra, l'area occupata dall'ex campo di prigionia, come anche gli edifici e le infrastrutture che ne facevano parte, sono diventati la base per lo sviluppo della zona industriale di Feldbach. Attualmente la zona è occupata da case, fabbriche, negozi e altri edifici pubblici.
Al campo di prigionia sono dedicate due sale all'interno del Museo nel Tabor di Feldbach. Al loro interno sono contenuti alcuni fotografie, reperti – principalmente sculture in legno dei prigionieri di guerra russi – e una mappa del campo. Viene anche proiettato un filmato che documenta la costruzione del campo e la riconversione in ospedale.